# 莫扎伊斯克

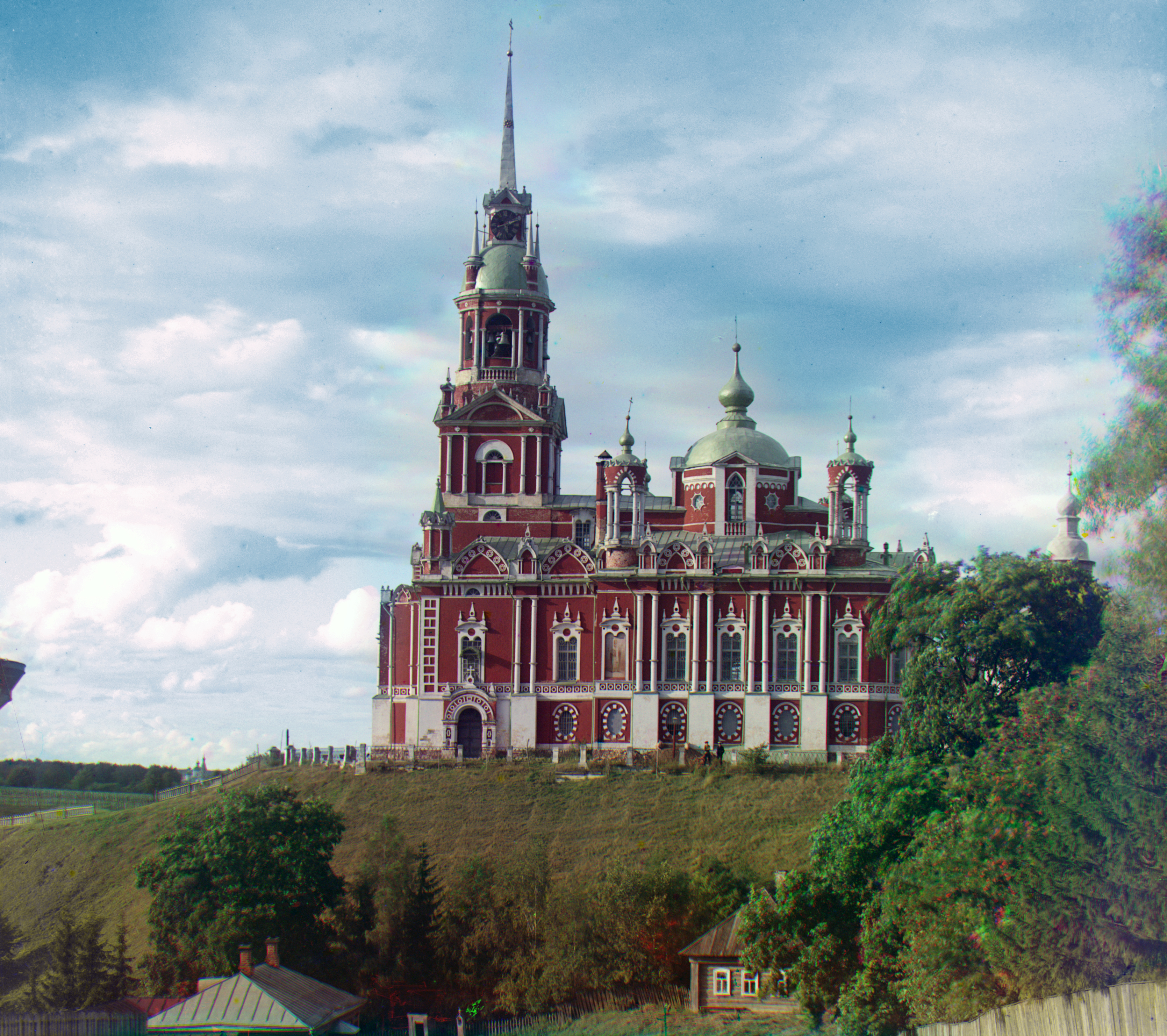
莫扎伊斯克新教堂，建成于1814年

莫扎伊斯克（俄语：Можа́йск）俄罗斯莫斯科州的一个城镇，位于莫斯科以西约110千米处。根据2002年人口普查的数据，居民总数为31459人。
莫扎伊斯克第一次见于史书记载是在1231年，当时它是切尔尼戈夫公国下属的一块封地。后来它又成为斯摩棱斯克公国的一座要塞，并一度为斯摩棱斯克王公费奥多尔·罗斯季斯拉维奇所有。莫斯科公国在1303年控制了这座城镇，并在接下来的几个世纪里为持续占有它而与立陶宛人时有纷争。历任莫斯科大公通常将莫扎伊斯克作为其兄弟的封地。1517年最后一个莫扎伊斯克王公瓦西里·谢苗诺维奇死后，此地被并入莫斯科公国。
在拿破仑入侵俄国时，莫扎伊斯克是守卫莫斯科的重地。著名的博罗季诺战役就发生在距该城12千米的博罗季诺。
莫扎伊斯克有几座宏伟的石砌教堂。